# Vitavatten (Jämshögs socken, Blekinge, 624132-141615)
Vitavatten är en sjö i Olofströms kommun i Blekinge och ingår i Skräbeåns huvudavrinningsområde. Sjön har en area på 0,413 kvadratkilometer och ligger 76,5 meter över havet. Sjön är en klarvattensjö.[källa behövs]

## Delavrinningsområde
Vitavatten ingår i det delavrinningsområde (624030-141650) som SMHI kallar för Utloppet av Vitavatten. Medelhöjden är 95 meter över havet och ytan är 1,9 kvadratkilometer. Det finns inga avrinningsområden uppströms utan avrinningsområdet är högsta punkten. Vattendraget som avvattnar avrinningsområdet har biflödesordning 2, vilket innebär att vattnet flödar genom totalt 2 vattendrag innan det når havet efter 43 kilometer. Avrinningsområdet består mestadels av skog (67 %). Avrinningsområdet har 0,4 kvadratkilometer vattenytor vilket ger det en sjöprocent på 21 %.